# Историја религије
Историја религије односи се на писани запис о људским религиозним осећањима, размишљањима и идејама. Овај период религиозне историје почиње проналаском писања пре 5.220 година (3200. п. н. е.). Праисторија религије укључује проучавање верских веровања која су постојала пре појаве писаних записа. Такође се може проучавати упоредна религијска хронологија кроз временски оквир религије. Писање је имало велику улогу у стандардизацији верских текстова без обзира на време или локацију и олакшавало памћење молитава и божанских правила. Мали део Библије укључује поређење усмених текстова који су се преносили вековима.
Концепт "религије" настао је у 16. и 17. веку, упркос чињеници да древни свети текстови попут Библије, Кур'ана и других нису имали реч, па чак ни појам религије у изворним језицима, а ни народ или културе у којима су написани ти свети текстови.
Реч религија као што је коришћена у 21. веку нема очигледан претколонијални превод на неевропске језике. Антрополог Данијел Дубуисон пише да је "оно што је Запад и историја религија објективизирало под именом" религија "... нешто сасвим јединствено, што би могло бити примерено само себи и сопственој историји". Историја интеракције других култура са "религиозном" категоријом је, дакле, њихова интеракција са идејом која се најпре развила у Европи под утицајем хришћанства.  

## Историја студија
Школа верске историје Религионсгешихтлихе шуле (срп. Школа за верску историју), немачка теолошка школа из касног 19. века, покренула је систематско проучавање религије као друштвено - културног феномена. Приказала је религију која се развија с људском културом, од примитивног политеизма до етичког монотеизма.
Настала је у време када је научно проучавање Библије и црквене историје процветало у Немачкој и другим местима. Проучавање религије је важно: религија и слични концепти често су обликовали закон цивилизације и моралне кодове, друштвену структуру, уметност и музику.

## Порекло
Најранији археолошки докази које неки тумаче као сугеришуће појаве религиозних идеја датирају неколико стотина хиљада година уназад, у периоду средњег и доњег палеолита: неки археолози закључују да је очигледно намерно сахрањивање раних Homo sapiens и неандерталаца, те чак и Homo naledi још пре 300.000 година доказ да су религиозне идеје већ постојале, али таква веза је у потпуности нагађана. Други докази за које неки закључују да су индикативни за верске идеје укључују симболичке артефакте са локалитета средњег каменог доба у Африци. Међутим, тумачење раних палеолитских артефаката, с обзиром на то како се они односе на религијске идеје, остаје контроверзно. Археолошки докази из новијих периода су мање контроверзни. Научници генерално тумаче бројне артефакте из горњег палеолита (50.000–13.000. п. н. е.) као религиозне идеје. Примери остатака из горњег палеолита које неки повезују са верским веровањима укључују човека лава, фигурице Венере и сложено ритуално сахрањивање из Сунгира.
У 19. веку, истраживачи су предложили различите теорије о пореклу религије, оспоравајући раније тврдње о урелигији налик хришћанству. Рани теоретичари, као што су Едвард Бернет Тајлор (1832–1917) и Херберт Спенсер (1820–1903), истицали су концепт анимизма, док је археолог Џон Лабок (1834–1913) користио термин „фетишизам“. У међувремену, религиозни научник Макс Милер (1823–1900) изнео је теорију да је религија почела у хедонизму, а фолклориста Вилхелм Манхард (1831–1880) је сугерисао да је религија почела у „натурализму“ – под којим је мислио на митолошка објашњења за природне догађаје. Све ове теорије су од тада биле широко критиковане; не постоји широки консензус у погледу порекла религије.
Прегрнчарски неолит А (PPNA) Гобекли Тепе, најстарије потенцијално религиозно налазиште до сада откривено било где укључује кругове подигнутих масивних камених стубова у облику слова Т, најстарије познате мегалите на свету украшене апстрактним, загонетним пиктограмима и уклесаним-животињским рељефима. Локалитет, у близини родног места изворне дивље пшенице, изграђен је пре такозване неолитске револуције, односно почетка пољопривреде и сточарства око 9000. године пре нове ере. Изградња Гобекли Тепеа подразумева организовање напредног поретка који до сада није био повезан са друштвима палеолита, PPNA или PPNB. Локалитет, напуштен отприлике у време када су почела прва пољопривредна друштва, још увек се ископава и анализира, и на тај начин би могао да расветли значај који је имао, ако га има, за религије старијих сакупљачких заједница, као и за општу историју религија.
Текстови пирамида из древног Египта, најстарији познати верски текстови на свету, потичу од између 2400. и 2300. године п. н. е.